# Řehoř V. Konstantinopolský
Řehoř V. (Γρηγόριος Ε΄; 1746 – 22. dubna 1821), narozený Geórgios Angelopulos (Γεώργιος Αγγελόπουλος) byl ekumenický patriarcha Konstantinopole v letech 1797 až 1798, 1806 až 1808 a 1818 až 1821. Hlavně jeho zásluhou byla obnovena patriarchální katedrála svatého Jiří, těžce poškozená požárem v roce 1738. Byl zavražděn rozzuřeným davem na popud sultána Mahmuta II. Dne 8. dubna 1921 byl Řehoř v pravoslavné církvi svatořečen jakožto mučedník.

## Život
Geórgios Angelopulos se narodil ve městě Dimitsana, od roku 1756 dva roky studoval v Aténách, poté se přestěhoval do Smyrny na dalších pět let studia. Mnišské postřižiny absolvoval v klášteře Strofades, kde přijal jméno Řehoř, poté studoval na škole Patmiada. Po návratu do Smyrny byl vysvěcen na diakona Prokopiem, který byl v té době metropolitou Smyrny. V roce 1785 byl Řehoř konsekrován jako metropolita Smyrny, když byl Prokopius zvolen ekumenickým patriarchou Konstantinopole. V roce 1797 byl po rezignaci Gerasima III. Řehoř poprvé zvolen ekumenickým patriarchou.
Po vypuknutí řecké války za nezávislost byl Řehoř jakožto etnarcha řeckého milletu obviněn osmanským sultánem Mahmutem II. z neschopnosti potlačit řecké povstání. A to navzdory skutečnosti, že Řehoř řecké revoluční aktivity odsoudil, aby ochránil Konstantinopolské Řeky před odvetou ze strany osmanských Turků. Poté, co řečtí povstalci zaznamenali proti osmanským silám na Peloponésu několik úspěchů, přišla odveta.
Přímo po odsloužení slavnostní velikonoční liturgie 22. dubna 1821 (10. dubna podle juliánského kalendáře) byl Řehoř napaden Osmany a ještě v liturgickém rouchu byl vyveden z patriarchální katedrály. Poté byl lynčován a jeho tělo bylo dva dny vystaveno v hlavní bráně patriarchátu, vše na příkaz sultána. Patriarchovo tělo bylo nakonec pohřbeno v metropolitní katedrále v Aténách. Řecká pravoslavná církev ho připomíná jako etnomučedníka (Εθνομάρτυρας). Hlavní brána komplexu patriarchátu, zvaná brána sv. Petra, byla na jeho památku roku 1821 uzavřena a od té doby se neotevírá.

## Důsledky vraždy
Brutální vražda Řehoře V., navíc v den Velikonoc, šokovala a rozzuřila Řeky i pravoslavné Rusko. To také podnítilo protesty ve zbytku Evropy a posílilo filohelénské hnutí. Během řecké války za nezávislost mnoho revolucionářů vyrylo na své meče Řehořovo jméno na znamení snahy o pomstu.
Dionysios Solomos ve svém Chvalozpěvu na svobodu, který se později stal řeckou národní hymnou, také na několika místech zmiňuje patriarchovu smrt.
Patriarchova vražda podnítila také antisemitismus. Podle několika zpráv bylo totiž po Řehořově smrti jeho tělo spolu s těly dalších zabitých duchovních předáno městským Židům, kteří je vláčeli ulicemi a hodili do moře. To vedlo k několika krvavým odvetným útokům v jižním Řecku ze strany řeckých rebelů, kteří považovali Židy za kolaboranty Turků. Židé se proto na některých místech v severním Řecku připojili k Turkům v útocích na křesťany, což vyvolalo novou vlnu protižidovských útoků na jihu. V noci prý mrtvolu patriarchy našli řečtí námořníci a přivezli ji do Oděsy. Po pohřbu pak zaútočili někteří řečtí námořníci na židovské obchody, které zůstaly během obřadu otevřené.
V Oděse, která byla tehdy součástí Ruské říše, se tak místní Řekové dopustili toho, co někteří považují za první ruský židovský pogrom: zabití 14 Židů na základě toho, že se Židé účastnili lynčování Řehoře.